# Earvin N’Gapeth
Earvin N’Gapeth (* 12. Februar 1991 in Saint-Raphaël) ist ein französischer Volleyball-Nationalspieler. Er wurde 2021 und 2024 Olympiasieger.
2015 gewann N’Gapeth mit der französischen Nationalmannschaft die Weltliga und wurde dabei zum Most Valuable Player (MVP) gewählt. Im selben Jahr gewann er die Europameisterschaft und wurde dabei als bester Angreifer in das All-Star-Team gewählt. Bei den Olympischen Spielen 2016 in Rio de Janeiro schied N’Gapeth mit der Nationalmannschaft nach der Vorrunde aus. 2017 gewann er erneut die Weltliga und wurde MVP. 2021 gewann N’Gapeth als Teil der Nationalmannschaft die Goldmedaille bei den Olympischen Spielen in Tokio durch einen Endspielsieg gegen Russland. Auch hier wurde er als MVP und als „Bester Angreifer“ ausgezeichnet. Auch bei den Olympischen Spielen von Paris 2024 gelang ihm mit seinem Team der Gewinn der Goldmedaille sowie die individuelle Auszeichnung als wertvollster Spieler. 